# Ландтаг Саксонії
Ландтаг Вільної держави Саксонія (нім. Sächsischer Landtag) або Саксонський ландтаг, Парламент Саксонії, також, Саксонський парламент — законодавчий орган німецької землі Саксонія. Утворений конституцією Вільної держави Саксонія, прийнятої у 1992 році.

## Історія

### Саксонське королівство
У 1831 році був введений в дію двопалатний законодавчий орган королівства Саксонія у сучасному вигляді. Після бурхливих революцій 1848-1949 років ландтаг Саксонії розширив право голосу (хоча все ще зберігаючи вимоги до права власності) і скасував голосування за податками. У 1871 році Саксонія була включена в Німецьку імперію. Виборчі права поступово розширювалися.
До початку 1900-х років місцева політика Саксонії залишалася стабільною з соціал-демократами, консерваторами і національними лібералами. У 1909 році соціал-демократи завоювали 27 % місць, консерватори вибороли 31 % місць, «Національні ліберали» вибороли 31 % місць). Участь виборців була високою (82 % у 1909 році).

### Вільна держава
В епоху після Першої світової війни місцева політика в Саксонії відображала бурхливу в той час всю європейську політику. На виборах в Саксонський ландтаг 1930 року соціал-демократи взяли 33 % місць, 15 % — націонал-соціалісти, 14 % — комуністи, ліберальна партія (Reichspartei des deutschen Mittelstandes) — 10 %, «Національно-ліберали», (Deutschnationale Volkspartei) — 8 %, а ряд переважно місцевих і правих популістських партій — 16 %. Явка — 73 %.
Вибори в ландтазі 5 березня 1933 року показали небачену явку 92 %. Націонал-соціалісти вибороли 45 %, соціал-демократи — 26 %, комуністи — 16 %, націонал-ліберали (Deutschnationale Volkspartei) — 7 %, а другорядні партії зайняли лише 6 % місць. Це були останні вільні вибори в Саксонії до 1990 року.
З 1990 року ХДС знаходиться в уряді Саксонського ландтагу і зазвичай отримує більшість голосів. Це змінилося лише в 2004 році.

## Склад
Передостанні земельні вибори пройшли в Саксонії 1 вересня 2019 року:
- ХДС — 45 місць (32,1 % голосів);
- АдН — 38 місць (27,5 %);
- Ліва — 14 місць (10,4 % голосів);
- Союз 90/Зелені — 12 місць (8,6 %);
- СДПН — 10 місць (7,7 % голосів).